# Astro Boy (série télévisée d'animation)
Pour les articles homonymes, voir Astro, le petit robot et Astro Boy (homonymie).
Astro Boy (鉄腕アトム, Tetsuwan Atom) est une série télévisée d'animation de science-fiction japonaise en 193 épisodes de 25 minutes, produite par les studios Mushi Production situés à Takadanobaba d'après le manga Astro, le petit robot et diffusée du 1er janvier 1963 au 31 décembre 1966 sur Fuji TV.
Elle est inédite dans les pays francophones.

## Synopsis
Le Dr O'Shay donne vie à un robot conçu par le Dr Tenma, d'une technologie extraordinairement avancée, et le prénomme Astro.
Astro est ainsi muni d'une puissance considérable, avec des lasers dans les mains et des réacteurs dans les jambes. Il va donc se battre pour protéger l'humanité du mal, et préserver ses compagnons robots de l'injustice. Mais la particularité d'Astro, c'est qu'il possède un cœur lui permettant d'avoir des sentiments. De plus il y a des gens qui discriminent les robots de voleurs d'emplois et de la cause du chômage, surtout ils les accusent de dangerosité pour les êtres vivants.

## Distribution des voix

### Voix japonaises
- Mari Shimizu : Atom
- Fumio Wada : Higeoyaji (2nd)
- Hisashi Katsuta : Dr Ochanomizu
- Hisashi Yokomori : Dr Tenma
- Kazue Tagami : Atom (ép. 97-106)
- Kazuko Yoshikawa : Uran (3rd)
- Kiyoshi Komiyama : Cobalt
- Koichi Chiba : Police Inspector Tawashi (2nd)
- Masaaki Yajima : Higeoyaji (1st)
- Reiko Mutoh : Uran (2nd)
- Shingo Kanemoto : Police Inspector Tawashi (1st)
- Shinpei Sakamoto : Police Inspector Nakamura
- Yoko Mizugaki : Uran (1st)
- Kazuo Kumakura
- Makio Inoue
- Masako Nozawa

## Épisodes
Seuls les titres originaux des 107 premiers épisodes sont affichés ci-dessous.

## Histoire de la série
Cette série, première série animée japonaise en noir et blanc, se terminera avec l'arrivée de la télévision couleur.
Afin de limiter le temps et le coût de production de la série, Osamu Tezuka et son studio Mushi Production eurent recours aux techniques d'animation limitée, ce qui en popularisa l'usage par la suite.